# Problepsis sancta
Problepsis sancta är en fjärilsart som beskrevs av Edward Meyrick 1888. Problepsis sancta ingår i släktet Problepsis och familjen mätare. Inga underarter finns listade i Catalogue of Life.